# NOM-001-STPS-2008

NOM-001-STPS es una norma oficial mexicana de seguridad que regula las condiciones de seguridad e higiene en todos los edificios, locales, instalaciones y áreas de los centros de trabajo. Esta norma es de carácter obligatorio dentro de todo el territorio nacional mexicano. Su última versión fue publicada el 24 de noviembre de 2008 por lo que el título actual completo de la norma es NOM-001-STPS-2008 y entró en vigor el 23 de enero de 2009.

## Objetivo
Esta norma establece las condiciones mínimas de seguridad que deben tener todos los centros de trabajo en cuanto a sus instalaciones y áreas a fin de que funcionen adecuadamente y se conserven para prevenir accidentes a los trabajadores y visitantes. 

## Requerimientos
La NOM-001-STPS establece los requerimientos de seguridad en cuanto a algunos de los siguientes elementos estructurales:
- Pisos
- Paredes
- Techos
- Patios
- Sanitarios
- Comedores
- Escaleras
- Plataformas
- Rampas
- Salidas de emergencia, etc.

### Personas con Discapacidad
Esta norma también obliga a las empresas a contar con las instalaciones adecuadas para que las personas con discapacidad se puedan transportar con facilidad en caso de trabajar en esa organización o sean visitantes frecuentes.